# 布氏明蛇鰻
布氏明蛇鰻，為輻鰭魚綱鰻鱺目糯鰻亞目蛇鰻科的其中一種，分布於東大西洋區，從茅利塔尼亞至安哥拉海域，體長可達57.4公分，棲息於底層水域，屬肉食性，夜行性，會將身體埋藏於沙泥中。